# Chris Walker (Rennfahrer)

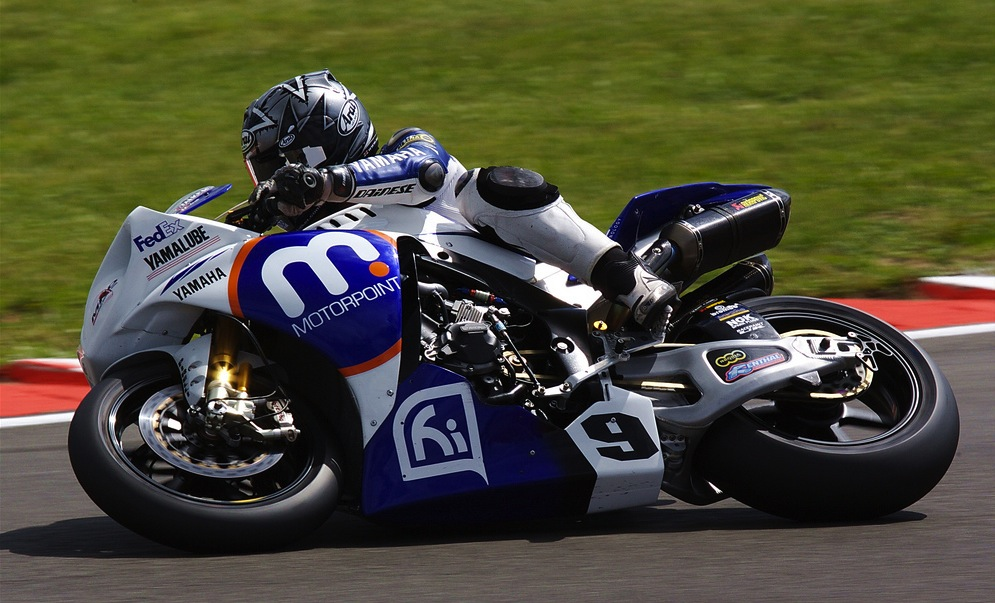
Chris Walker 2009

Chris Walker (* 25. März 1972 in Nottingham) ist ein britischer Motorradrennfahrer.

## Leben und Wirken
Walkers Vater betrieb bereits einen Handel mit Motorradersatzteilen in Langley Mill in der Nähe von Nottingham. Walker, der den Spitznamen The Stalker trägt, kam so schon sehr früh mit Zweirädern in Kontakt. Nach ersten Erfahrungen beim Motocross ab 1983 begann Walker 1995 mit dem professionellen Rennsport. Er trat meist auf Yamaha bei Straßenrennen an und konnte immer wieder Podiumsplätze, aber keine Siege einfahren. Parallel nahm er ab 1996 auch an der Britischen Superbike Meisterschaft abwechselnd auf Yamaha, Ducati und Kawasaki teil. Trotz einiger Siege und Erfolge konnte er nie die Meisterschaft für sich entscheiden. 2001 startete Chris Walker auf einer Honda des Shell Advance Honda in der 500-cm³-Klasse der Motorrad-Weltmeisterschaft, die er mit dem zwölften Platz beendete. Sein Teamkollege in diesem Jahr war Leon Haslam. Vom Folgejahr an nahm er durchaus erfolgreich an der Superbike-Weltmeisterschaft (sowohl auf Kawasaki, Ducati und Petronas) teil. Die Saison 2007 bestritt Walker bei den British Superbikes. 2008 trat er erneut im internationalen Wettbewerb an, bevor er ab 2009 wieder nur in der britischen Meisterschaft auf Kawasaki, Yamaha und Suzuki fuhr. 2015 überrasche Walker mit der Ankündigung sich von den Rennen mit Solomotorrädern zurückzuziehen, um fortan an der britischen Seitenwagen-Meisterschaft teilzunehmen. 2015 eröffnete er in Grantham einen Motorradhandel für Kawasaki. Außerdem hält er Renntrainings ab und betreibt einen Motocross Kurs in Gonerby Moor (Lincolnshire).